# Eurydice (mythologie)
Eurydike (Oudgrieks: Εὐρυδίκη) of Eurydice (Latijn) is een figuur uit de Griekse mythologie. Zij was de mooiste nimf van de Naiaden en de geliefde en bruid van de Thracische zanger Orpheus. De dag voor hun bruiloft zag de herdersgod Aristaeus haar, hij werd verliefd en belaagde haar. Toen Eurydice voor hem wegvluchtte, werd ze door een slang gebeten en stierf. Later daalde Orpheus af naar de onderwereld om haar terug te halen, en haalde de god van de Onderwereld, Hades, over om haar vrij te laten. Hij mocht haar naar buiten leiden maar niet omkijken, en vlak voor hij boven in de levende wereld kwam kon hij het niet weerstaan naar haar te kijken, en haar schim vluchtte terug de onderwereld in, voor altijd. Orpheus keek niet eens meer naar vrouwen uit diep verdriet om dit tweede verlies van zijn vrouw. Vrouwen, volgelingen van de god Bacchus (Dionyssos), die hem voor vrouwenhater zien, stenigen en verscheuren hem. Zo geraakte hij weer terug bij zijn geliefde. Om zijn dood te treuren zongen alle vogels, de zangers van de natuur, en de rivieren, een lied voor hem. Bacchus straft zijn volgelingen door ze in bomen te veranderen. Orpheus en Eurydice lopen in de onderwereld weer bij elkaar: en soms loopt Orpheus iets voor zijn vrouw en kijkt dan achterom, zonder vrees.